# Repoussage (aviation)
Dans l'aviation le repoussage ou remorquage en français ou refoulement au Québec (pushback en anglais) est la procédure au cours de laquelle les avions sont poussés vers l'arrière pour les éloigner de leurs stands (parking) et sont ensuite déposés sur le taxiway (la voie de circulation) afin qu'ils puissent circuler de façon autonome. Ils peuvent également être tractés.
Il existe 2 procédures de pushback : avec pince ou barre de tractage (towbar).

## Remorqueur d'aviation
Le tracteur d'aviation ou remorqueur d'aviation, quant à lui, désigne le véhicule servant à faire cette manœuvre. Sur un porte-avions français, il se nomme tracteur de pont d'envol. Ces véhicules sont également utilisés pour le déplacement des hélicoptères.

exemples de repoussage
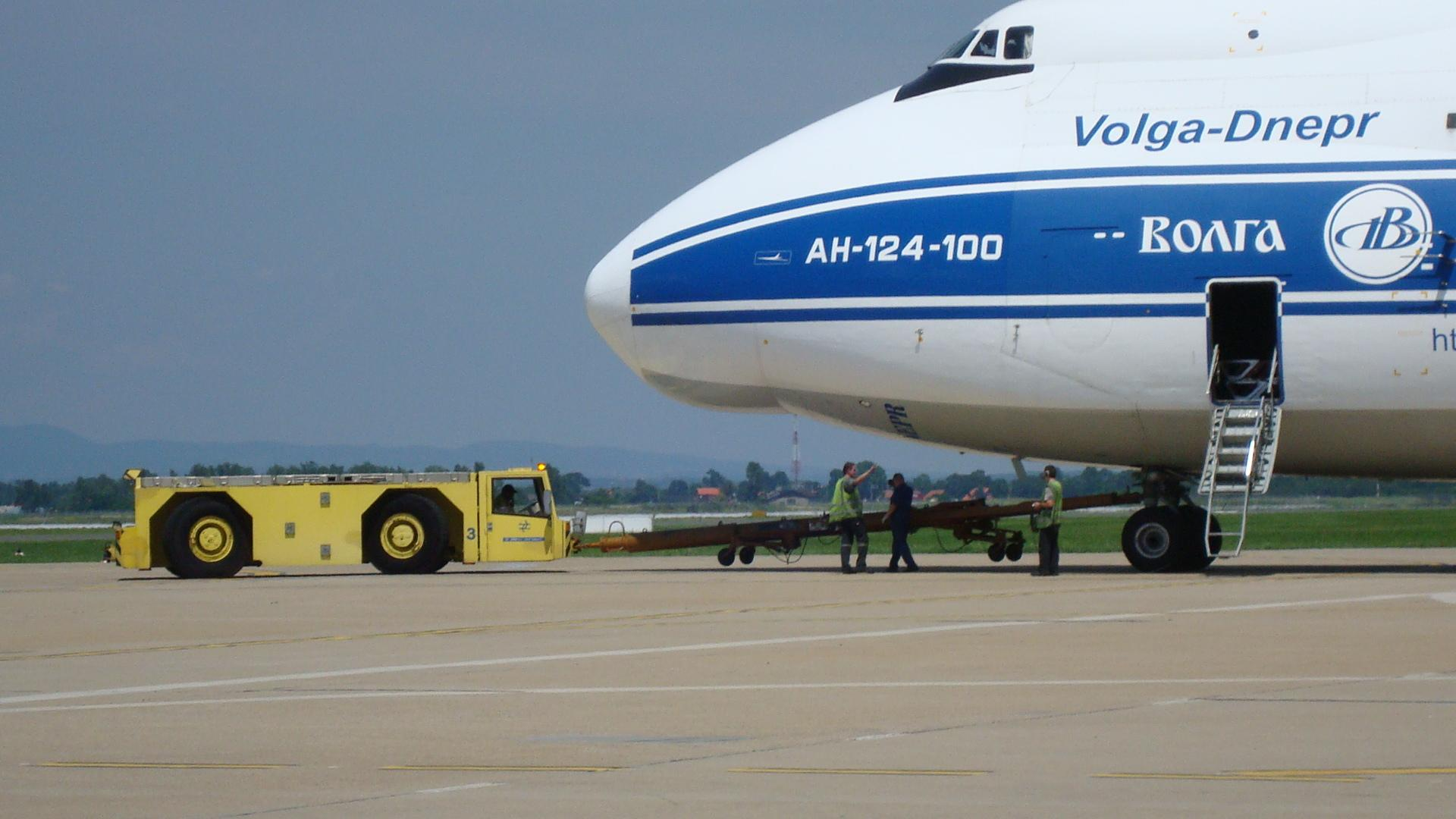
Mise en place d'un push avec barre sur un AN 124.
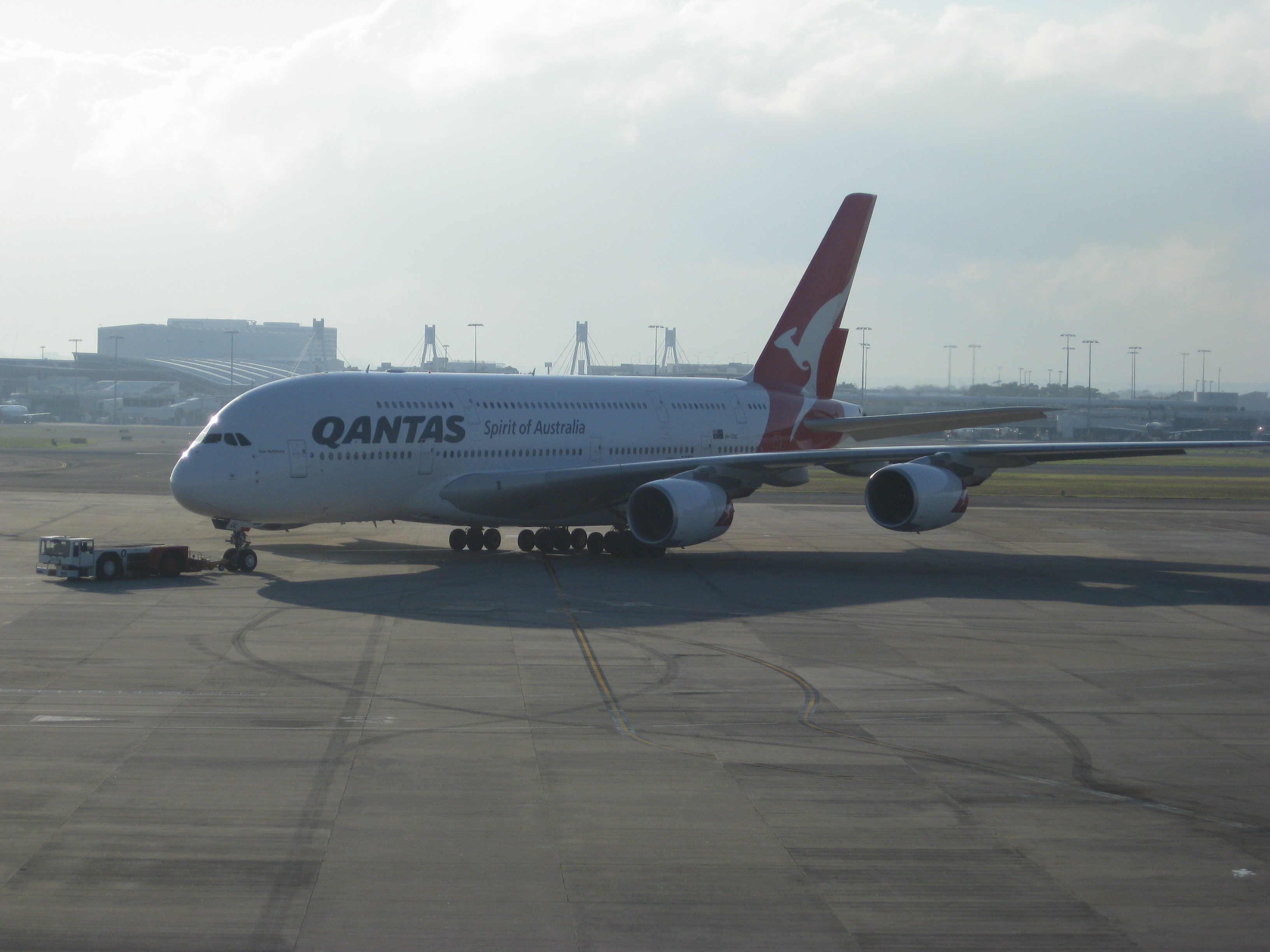
Airbus A380 au pushback.
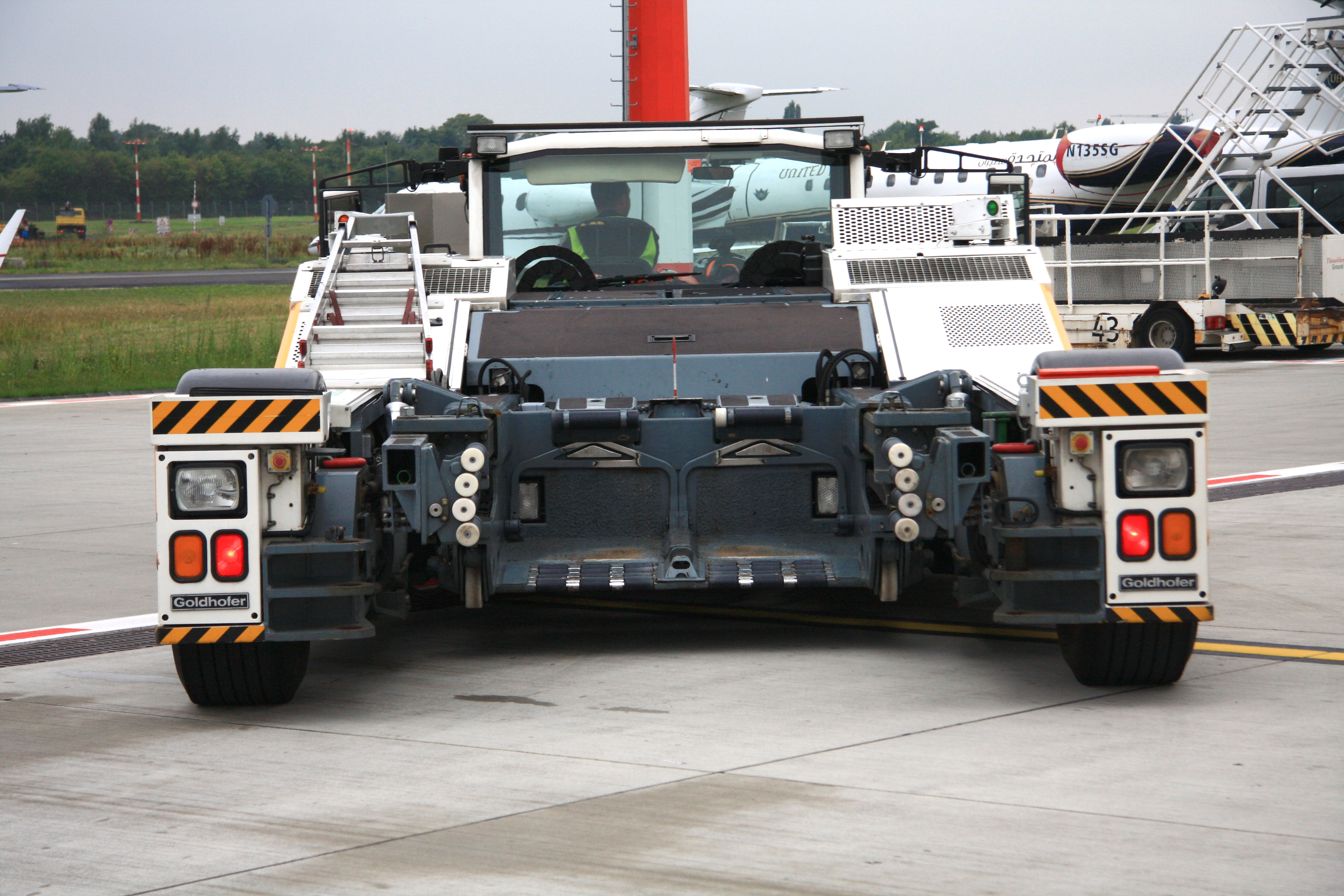
Push, vu de derrière.
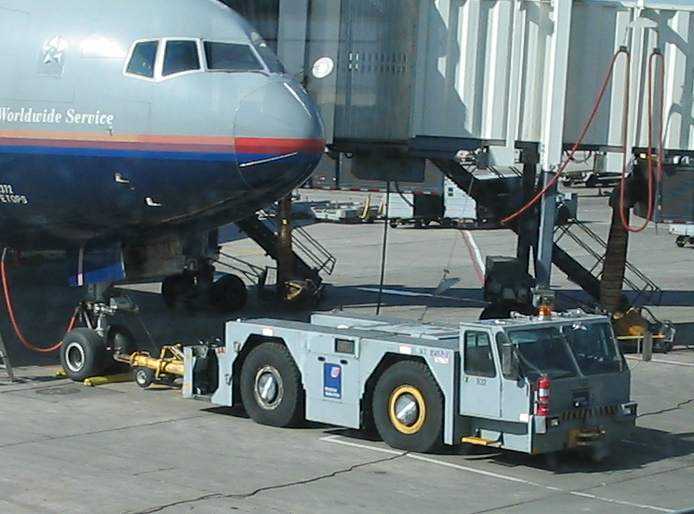
Push en place.
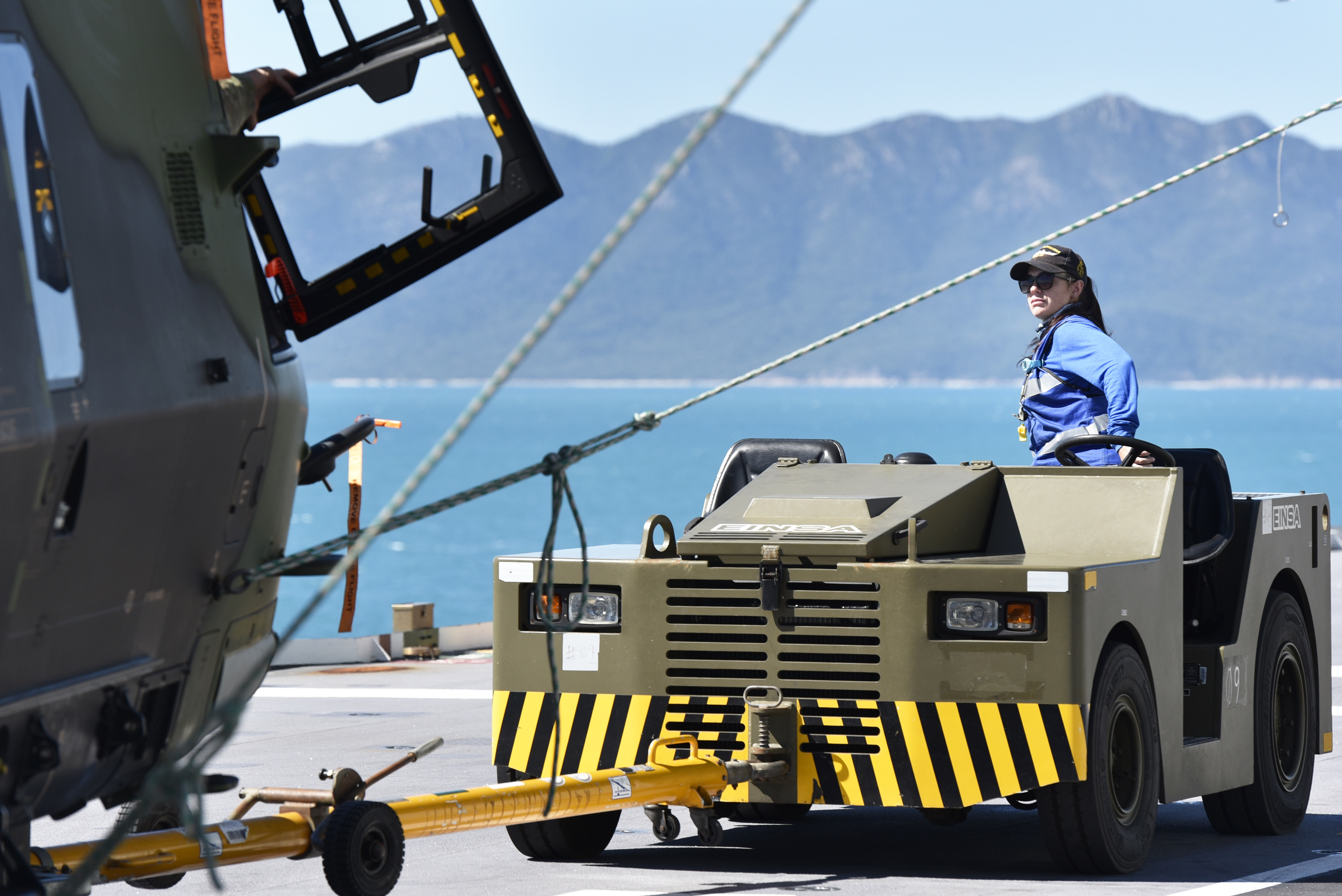
Remorqueur EINSA sur le pont du porte-aéronef HMAS Canberra tractant un hélicoptère.
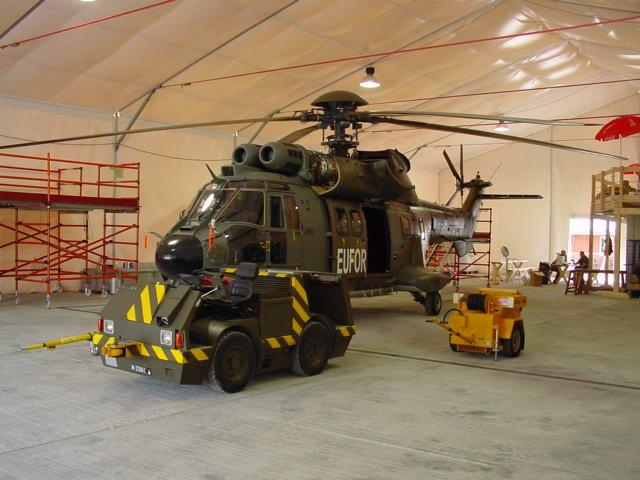
Remorqueur Bucher de l'armée suisse sur un hélicoptère Super Puma
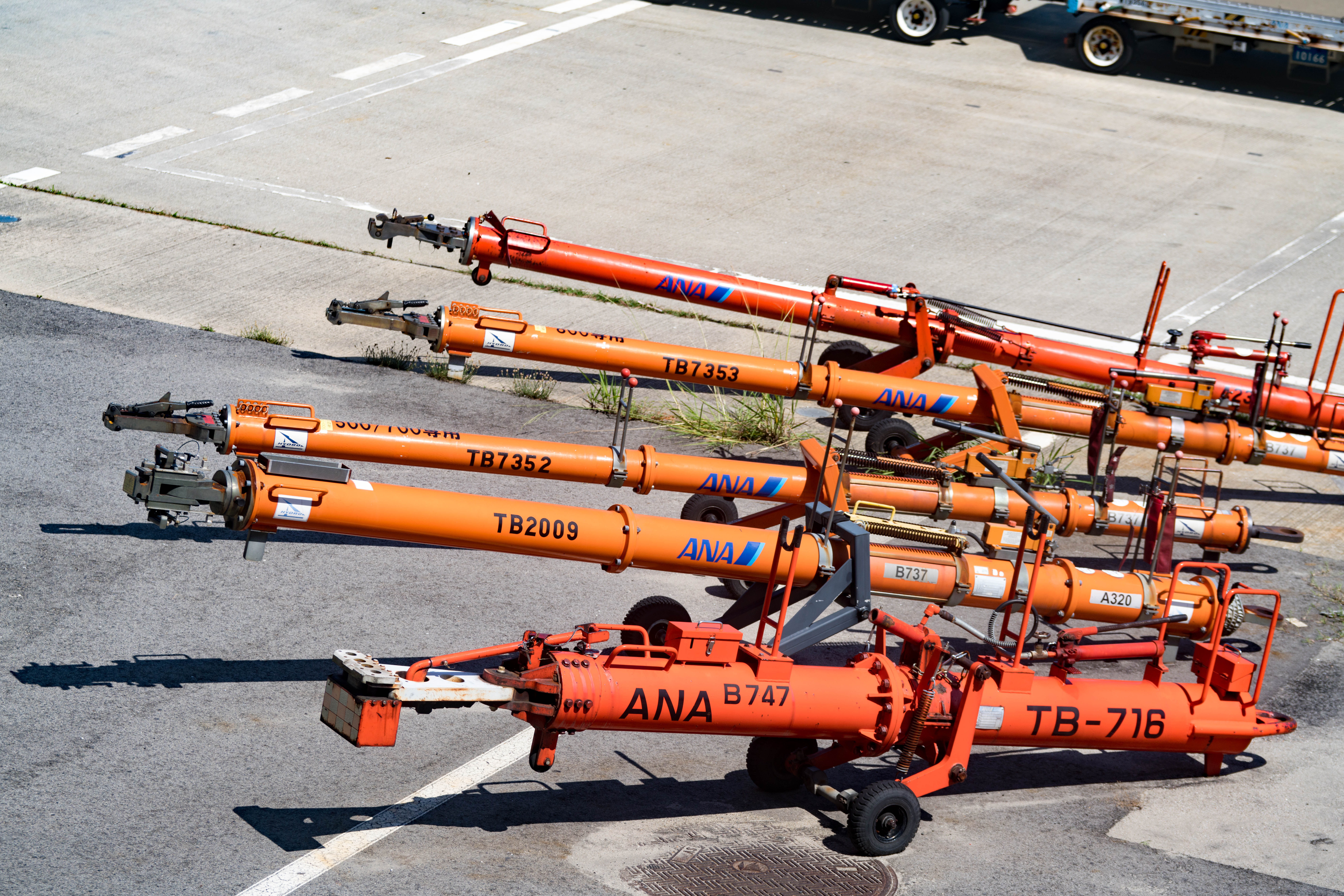
Différentes barres de tractage
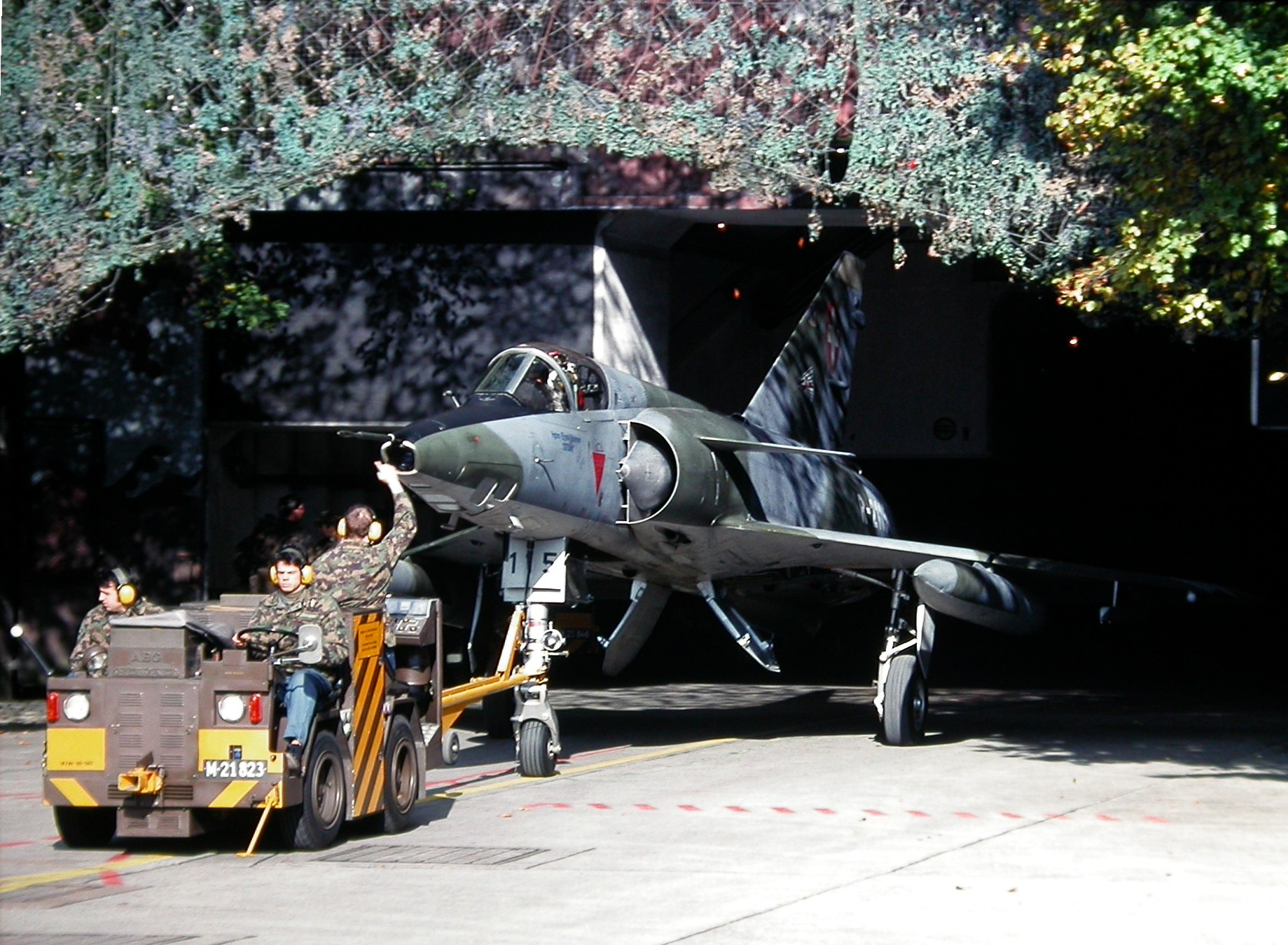
Dassault Mirage IIIRS tracté hors de sa base par un remorqueur Mowag
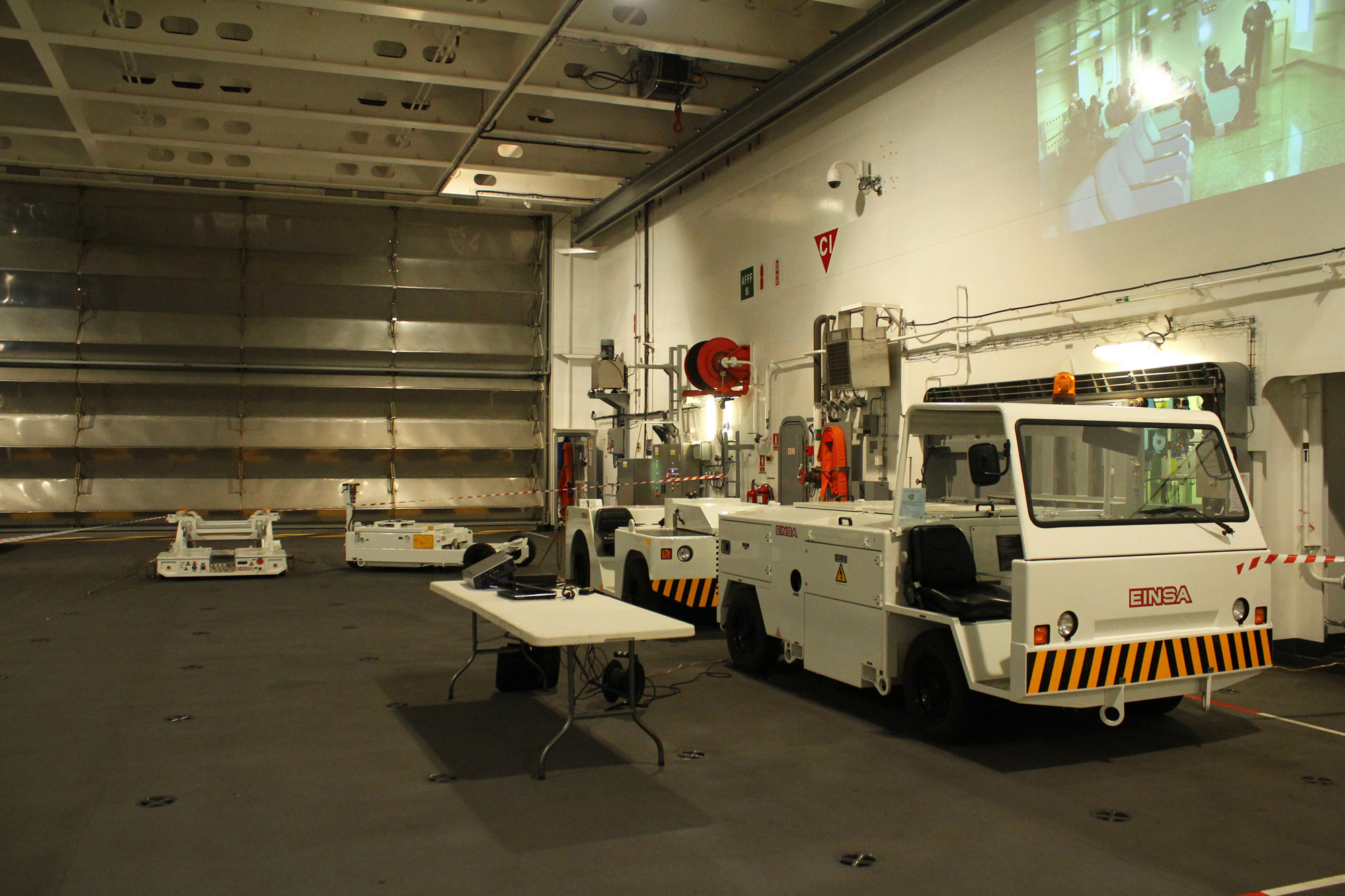
2 remorqueurs d'aviation EINSA sur le porte-aéronef Juan Carlos I (L61).
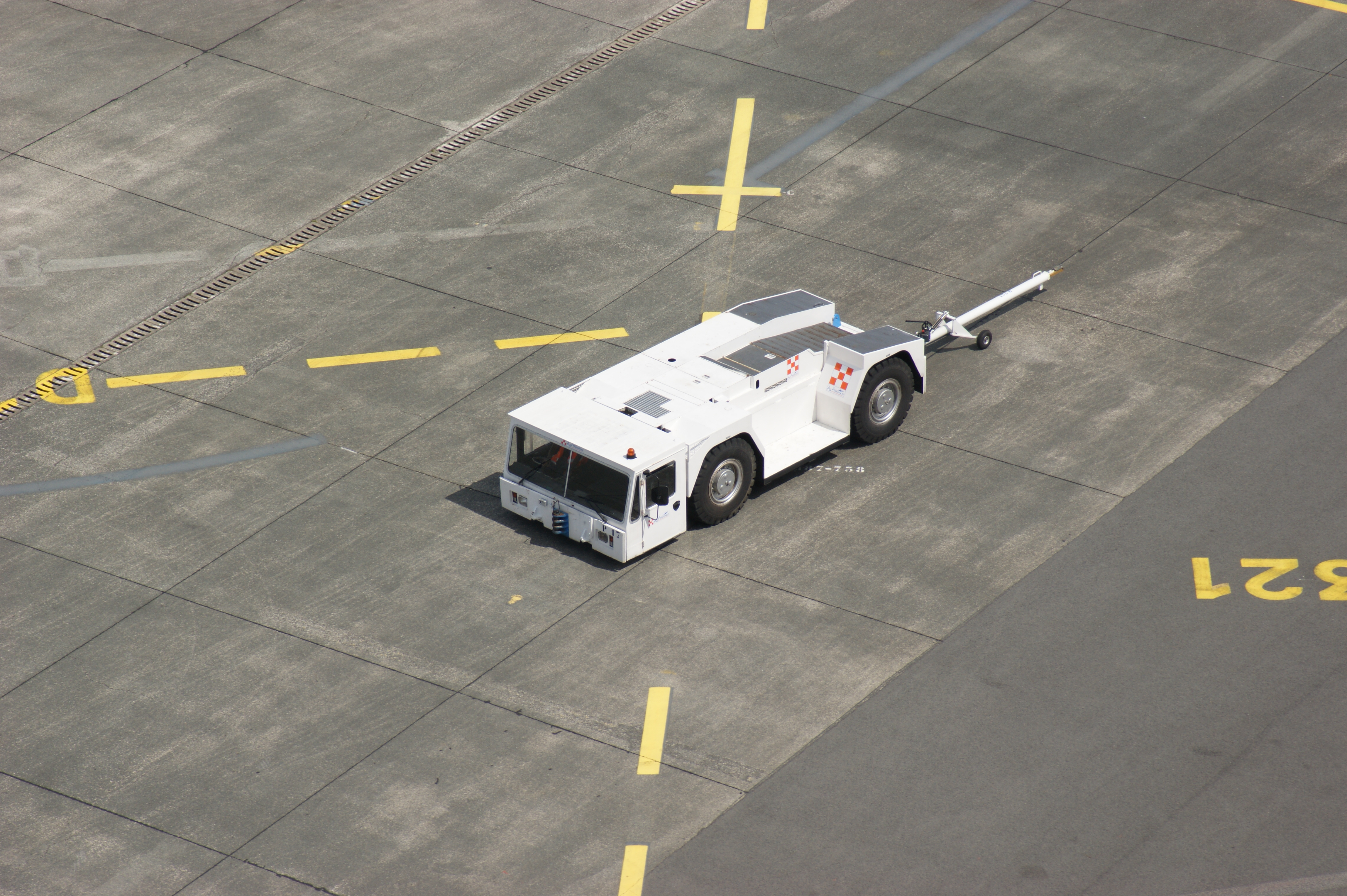
Vue de dessus

## Principaux fabricants depush
- KALMAR Motor, Suède
- Bucher Industries, Suisse
- Bliss-Fox, Australie
- Douglas, Royaume-Uni
- GHH Fahrzeuge, Allemagne
- Goldhofer, Allemagne
- Guangtai, Chine
- JBT Aero,  États Unis
- Komatsu, Japon
- Mowag, Suisse
- NMC-Wollard, États-Unis
- Schopf, Allemagne
- TLD Group, France: 15% de part de marché en 2010 [1]
- Trepel' Allemagne
- TUG, États-Unis